# Щури в стінах
«Щури в стінах» (англ. The Rats in the Walls) — оповідання жахів американського письменника Говарда Лавкрафта. Написане в серпні-вересні 1923, вперше опубліковане в журналі «Weird Tales» в березні 1924 року. Українською видане у 2016 році.
В оповіданні йдеться про переселення нащадка давнього роду де ла Поерів у колишній родовий замок і страшне відкриття, зроблене ним в підвалах замку.

## Сюжет
Розповідь ведеться від імені нащадка роду де ла Поерів, який, втративши скаліченого в Першій світовій війні сина, викупляє і відновлює колишній замок свого роду в Ексгемському пріораті в Англії. Саме син дізнався багато про замок і рід де ла Поерів від Едварда Норріса, який був власником сусідніх земель. Оповідач пригадує відому історію свого роду, порівняно коротшу за історію сусідів, котрі пишаються давнім походженням. Його ж сім'я мала лише конверт із записами про минуле, який довго передавався від батька до сина, але згорів у пожежі. Відновлюючи замок, доводиться наймати робітників з інших земель, бо місцеві мають забобонний страх перед володіннями де ла Поерів.
Замок 300 років стояв у руїнах після того, як вся родина власників разом з п'ятьма дітьми були вбиті. Вбивцею тоді оголосили третього сина, Волтера, який втік від суду і, змінивши прізвище на Делапор, переселився до Вірджинії, що в США. У 1923 році реставрація замку завершується. Поселившись на новому місці, оповідач відмічає, що його уникають навколишні жителі через погану славу роду де ла Поерів. Він встановлює з Норрісових оповідей, що замок стоїть на місці римського капища, а його хазяїв у народних переказах звинувачували у викраденнях людей і зв'язках з нечистою силою. З-поміж усіх переказів найдивнішим видається історія про орду щурів, яка за кілька місяців по вбивстві власників замку пронеслася околицями, пожираючи все на шляху.
Через кілька днів кіт оповідача на кличку Ніґер стає неспокійним, а сам хазяїн замку чує шурхотіння в стінах. Він вирушає в компанії Норріса до підземного склепу, біля якого зібралися і сусідські коти, і відкриває, що він збудований на місці римського святилища, присвяченого культу Аттіса, близькому до культу Кібели. Кіт, чуючи щурів і дряпаючи плити, допомагає відшукати біля вівтаря ознаки ще глибшого підземелля.
Для дослідження замку з Лондона викликаються археологи. Тільки-но зсунувши плиту в склепі, вони бачать сходи, на яких лежать людські скелети, причому вони мають на собі сліди щурячих укусів і вроджених хвороб. Пройшовши далі, дослідники потрапляють в грот з будівлями різних епох, всіяний кістками. Серед останків виявляються як кістки людей, здебільшого деградованих, так і щурячі. Подальші дослідження показують, що людей там тримали в загонах для виконання канібальських ритуалів, що перервалися тільки в 1610 році, коли Волтер де ла Поер поклав цьому край. Ще глибше знаходилися ями, завалені кістками пітекантропів, кельтів, римлян і англійців, тобто, канібалізм та людські жертвопринесення відбувалися там впродовж тисяч років.
Оповідач чує шум щурів і непритомніє. Його знаходять через три години, коли той викрикує закляття Кібели, поряд з напівз'їденим тілом капітана Норріса. Замок підривають, а оповідача садять у в'язницю за звинуваченням у вбивстві і людоїдстві. Але той упевнений, що це зробили щури, яких він чув у стінах.

## Адаптації
- The Rats in the Walls (1964) — радіодрама Black Mass.
- The Rats in the Walls (1973) — аудіоверсія оповідання від Caedmon Audio, текст читав Девід МакКаллум. Розповсюджувалася на касетах.
- The Rats in the Walls (1990) — радіоверсія оповідання, створена Atlanta Radio Theater Company.
- The Rats in the Walls (в складі The Cosmical Horror of H.P. Lovecraft: A Pictorial Anthology, 1991) — комікс Річарда Корбена і Дональда Вендрея.
- Некрономікон (фільм 1993) — адаптація трьох історій, в тому числі «Щурів у стінах», проте лише в загальних рисах.